# Orchis italica
L'orchide italica (Orchis italica Poir., 1798), nota volgarmente come uomo nudo, è una pianta della famiglia delle orchidacee.
Come ricorda l'epiteto specifico, è una delle più diffuse orchidee selvatiche in Italia. Deve il nome comune alla forma del labello del fiore che sembra imitare il corpo di un uomo, compreso il sesso; ma questa sola caratterizzazione potrebbe portare a confonderla con la Orchis simia.

## Descrizione

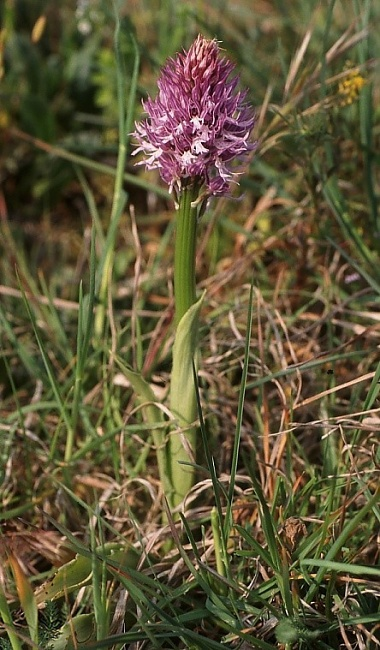
Orchis italica

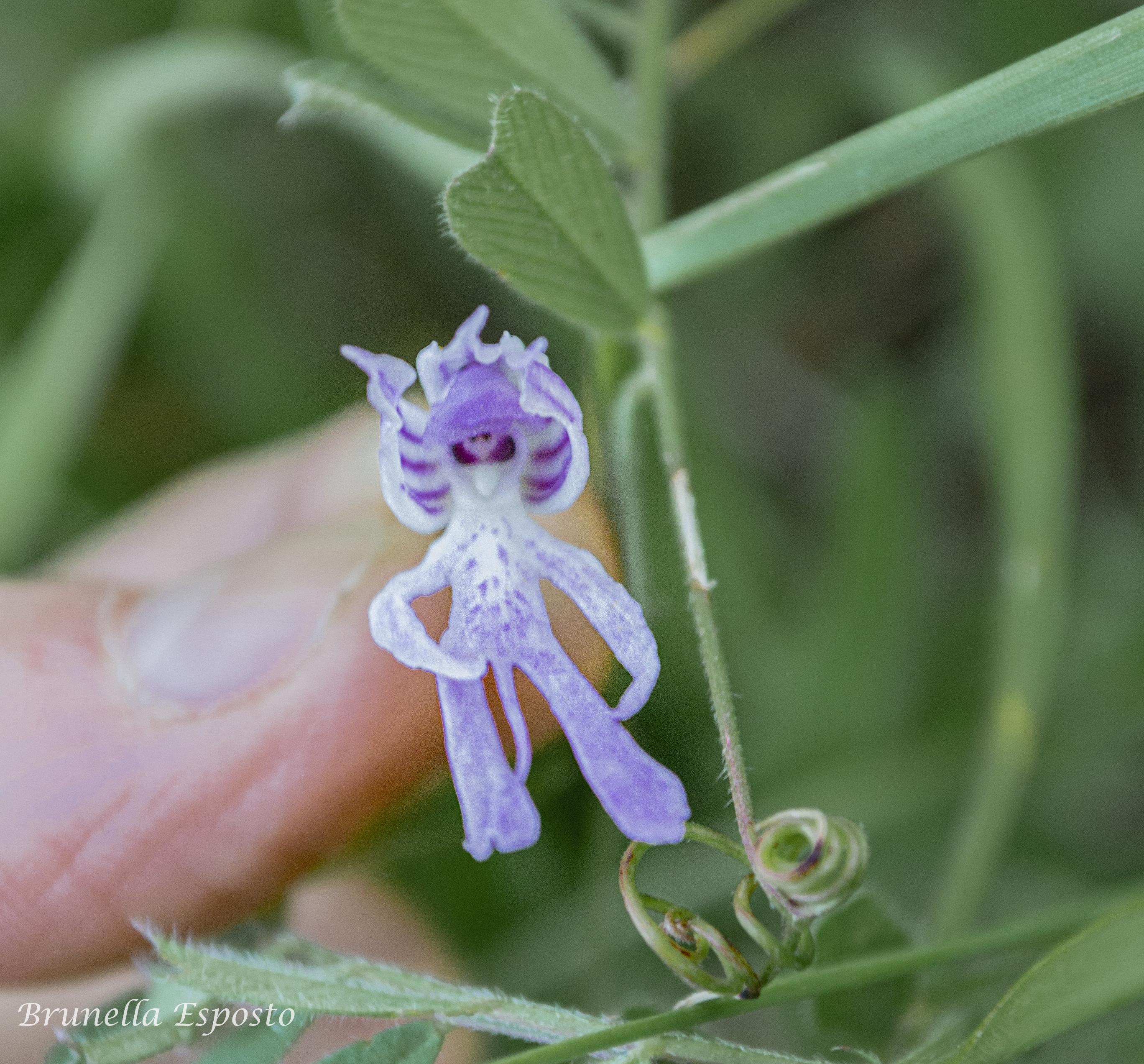

La pianta è alta da 20 a 50 cm, ma può eccezionalmente arrivare anche ad 80 cm.
L'apparato radicale è costituito da due rizotuberi di forma ovoidale, che possono talvolta essere suddivisi in due lobi secondari.
Le foglie basali, disposte a rosetta, lunghe circa 10 cm, hanno forma ovata, margini fortemente ondulati e sono talvolta maculate.
L'infiorescenza è densa con fiori color rosa chiaro. I sepali sono rosei con evidenti striature purpuree, i petali leggermente più scuri. Il labello è trilobato, bianco-rosaceo, punteggiato di porpora, con lobi laterali sottili e appuntiti e lobo mediano, lungo circa il doppio dei laterali, diviso in due lacinie lineari-acute tra le quali vi è un'appendice sottile: nell'insieme la forma ricorda la sagoma di un uomo. Lo sperone è sottile e discendente, leggermente bilobo all'apice. Esistono esemplari con infiorescenza  apocromatica interamente bianca.
Fiorisce tra marzo e maggio.
Il numero cromosomico di Orchis italica è 2n=42.

## Distribuzione e habitat
Si trova nei paesi del Mar Mediterraneo, dal Nordafrica e dalla penisola iberica sino al Medio Oriente; in Italia è diffusa nelle regioni centro-meridionali ed in Sicilia, manca nelle regioni settentrionali ed in Sardegna.
Preferisce i prati aridi, le garighe, la macchia mediterranea o i boschi luminosi con predilezione per i suoli calcarei, da 0 a 1300 metri sul livello del mare.